# Ziggy Marley and the Melody Makers

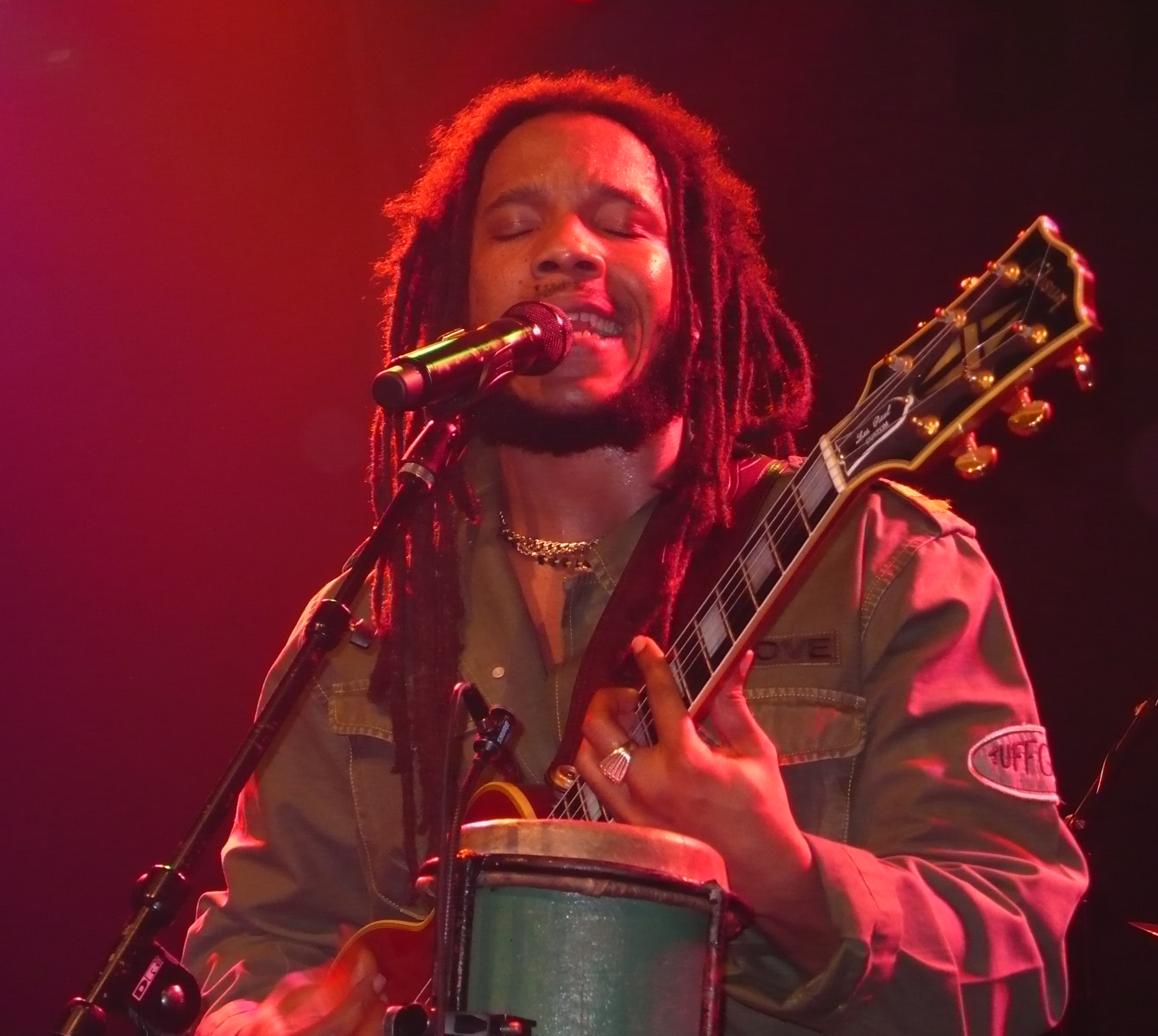
Stephen Marley, 2007

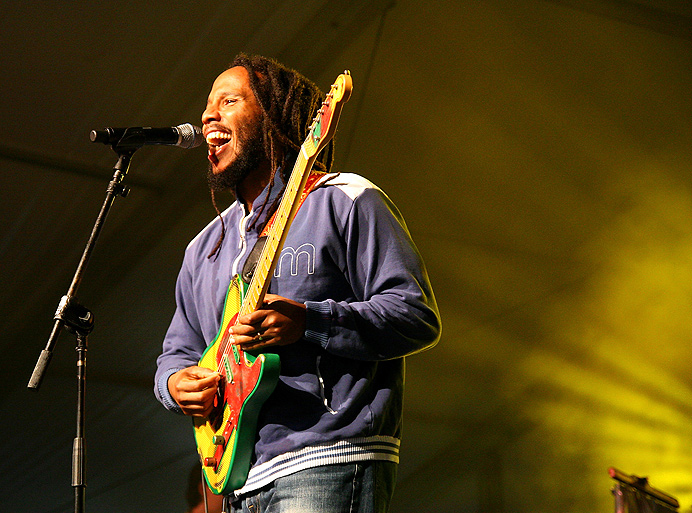
Ziggy Marley, 2007

Ziggy Marley and the Melody Makers war eine bis 2002 existierende jamaikanische Reggaeband bestehend aus den Geschwistern Cedella Marley (* 1967, Gesang), Sharon Marley (* 1964, Gesang), Stephen Marley (* 1972, Gesang, Gitarre, Schlagzeug) und Ziggy Marley (* 1968, Gesang, Gitarre).
Die 1979 gegründete Band The Melody Makers debütierte im gleichen Jahr mit der Benefizsingle Children Playing in the Streets. Es dauerte aber bis 1985 ehe das erste Album Play the Game Right erschien. Ab dem zweiten Album Hey World (1986) nannten sie sich Ziggy Marley and the Melody Makers.
1989, 1990 und 1998 gewann die Gruppe den Grammy Award for Best Reggae Recording bzw. Grammy Award for Best Reggae Album, für den sie auch 1986, 1992, 1994 und 1996 nominiert war.

## Diskografie

### Alben
- 1985 Play the Game Right
- 1986 Hey World
- 1988 Conscious Party
- 1988 The Time Has Come: The Best of Ziggy Marley & the Melody Makers
- 1989 One Bright Day
- 1991 Jahmekya
- 1993 Joy and Blues
- 1995 Free Like We Want 2 B
- 1997 Fallen Is Babylon
- 1997 The Best Of (1988–1993)
- 1999 Spirit of Music

- 2000 Live Vol. 1